# Mai 1829

## Événements

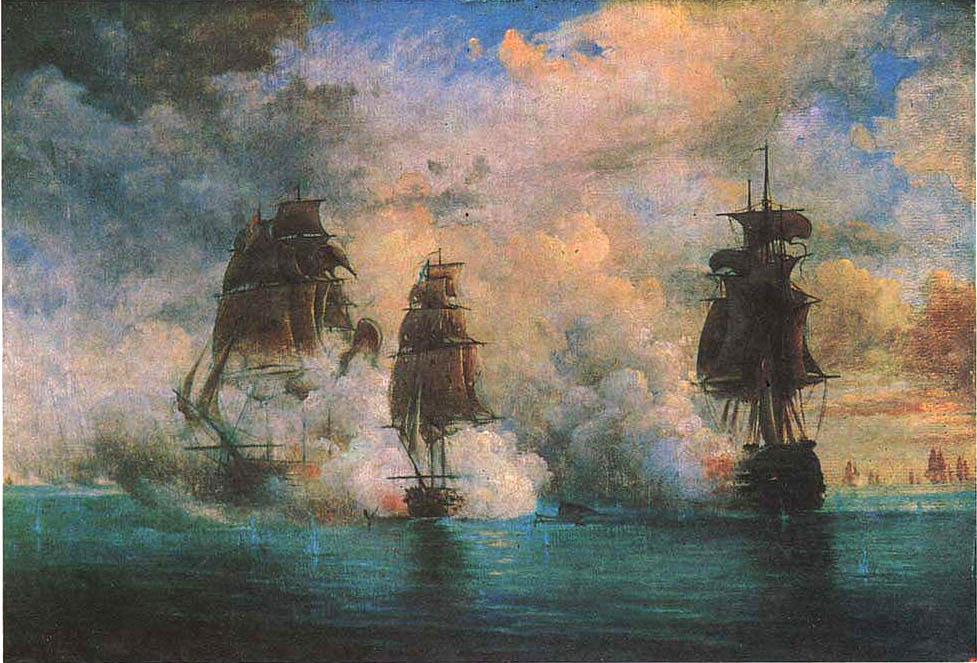
26 mai : affrontement naval en mer Noire pendant la guerre russo-turque

- 24 mai : pour couper court à l’agitation en Pologne, le tsar Nicolas Ier de Russie se rend à Varsovie pour s’y faire couronner roi de Pologne.

## Naissances
- 1er mai : Anthony Frederick Augustus Sandys, peintre, illustrateur et dessinateur britannique († 25 juin 1904).
- 5 mai : J. L. C. Pompe van Meerdervoort (mort en 1908), physicien, chimiste et médecin néerlandais.
- 17 mai : Pierre Van Humbeeck, homme politique belge († 5 juillet 1890).

## Décès
- 10 mai : Thomas Young (né en 1773), physicien, médecin et égyptologue britannique.
- 23 mai : George Caley, botaniste et explorateur britannique (° 1770).
- 29 mai : Humphry Davy (né en 1778), physicien et chimiste britannique.